# میرسیف‌الدین کرمانشاهی
میرسیف‌الدین کرمانشاهی (زاده ۱۲۵۵ در کرمانشاه - درگذشته ۹ تیر ۱۳۱۱ در تهران) بازیگر، نمایش‌نامه‌نویس و کارگردان اهل ایران بود. وی نخستین فردی بود که در ایران به تدریس تئاتر اقدام کرد.

## زندگی‌نامه
میرسیف‌الدین کرمانشاهی در سال ۱۲۵۵ خورشیدی (۱۸۷۶)، در کرمانشاه زاده شد. در هفت سالگی به مکتب رفت، اما تحصیلاتش را ناتمام گذاشت و پس از مدتی برای فراگیری و خواندن درس تئاتر عازم تفلیس شد. در آنجا زبان روسی و ترکی را آموخت و در هنر نمایش و نقاشی کار کرد و در فن نمایش به مقام کارگردانی رسید. او در ادامه به مسکو رفت و معلومات خود را در آنجا تکمیل نمود. پس از آنکه تحصیلات خود را در مسکو به پایان برد، در سال ۱۳۰۰ به باکو سفر کرد و در مدرسه هنرپیشگی آنجا تعلیم فن خطابت و بیان و آرایش صحنه را به عهده گرفت. میرسیف‌الدین کرمانشاهی که مدتی فعالیت نمایشی را دنبال می‌نمود، در تهران به جامعه باربد راه یافت و در تئاتر نکیسا نیز استخدام شد. او در میزانسن و دکور صحنه‌ها تصرفاتی کرد که تا آن روز بی‌سابقه و مجهول بود. از ابتکارات وی نمایش در صحنه گردان بود. چون شیوه وی در ایران بدیع و بی‌سابقه بود، از دسیسه همکاران خود در امان نماند و این موضوع حتی به زندانی شدن وی به جرم اقامت در قفقاز نیز انجامید. میرسیف‌الدین کرمانشاهی پس از سالها تحمل مشقت و رنج فراوان و حسادت بسیار همکاران، سرانجام بر اثر استیصال در ۹ تیر ۱۳۱۱ (۳۰ ژوئن ۱۹۳۲) با خوردن تریاک دست به خودکشی زد و درگذشت. وی را در گورستان ظهیرالدوله تجریش دفن نمودند.
از جمله اقدامات میرسیف الدین کرمانشاهی در در ایران تأسیس استودیو کرمانشاهی بود.
میرسیف‌الدین کرمانشاهی نمایشنامه‌های متعددی را در باکو، تبریز، تهران و... به روی صحنه برد. او به دلیل دشمنی رقبا با دسته سیار نمایشی به شهرستان‌ها سفر کرد و دسته سیار وی با موفقیت روبرو شد.

### آرا و گرایشهای خاص
وی در میزانسن و دکور صحنه‌ها تصرفاتی کرد که تا آن روز بی‌سابقه و مجهول بود. از ابتکارات وی نمایش در صحنه گردان بود. او به ادبیات  مکتوب فارسی تسلط کافی نداشت و ناچار، بعضی از نمایشنامه‌ها را به کمک دوستان خود به فارسی ترجمه می‌کرد و نمایش می‌داد.

## آثار

میر سیف‌الدین کرمانشاهی در فیلم «بسم‌الله» (۱۹۲۵)

### نمایشنامه‌نویسی
1. نمایشنامه بتکدۀ هندی
2. نمایشنامه پول یا وجدان
3. نمایشنامه حُسن صورت یا حُسن سیرت
4. نمایشنامه حیله و حقیقت
5. نمایشنامه خسرو و شیرین
6. نمایشنامه عزیز و عزیزه
7. نمایشنامه کلبۀ عمو تُم
8. نمایشنامه لیلی و مجنون
9. نمایشنامه یوسف و زلیخا

### بازیگری سینما
1. بسم‌الله،  به کارگردانی عباس‌میرزا شریف‌زاده، در نقش بَی، ۱۹۲۵.
2. دختر گیلان، به کارگردانی لئو مور، ۱۹۲۸.

## فعالیت روزنامه‌نگاری
میر سیف‌الدین کرمانشاهی مدیر مسئول هفته‌نامۀ‌ عدالت ارگان روابط خارجی حزب عدالت ایران بود که در سال ۱۹۲۱ در تفلیس هفته‌ای دو بار منتشر می‌شد.